# Sticherus ovatus
Sticherus ovatus là một loài dương xỉ trong họ Gleicheniaceae. Loài này được J. Gonzales mô tả khoa học đầu tiên năm 2011.
Danh pháp khoa học của loài này chưa được làm sáng tỏ. 